# Диспросий
Диспросий (от гръцки: δυσπρόσιτος – „недостъпен“) е елемент от периодичната система със символ Dy и атомен номер 66. Той принадлежи към групата на лантанидите и се определя като редкоземен елемент. Той е бляскав, сребрист метал. Не се среща в природата като свободен елемент, но е част от редица минерали, като например ксенотим. Има 7 стабилни изтопа, най-разпространения от които е 164Dy.

## Изотопи
| Изотоп | Честота | Период на полуразпад | Тип разпад | Енергия на разпада МeV | Продукт на разпада |
| ------ | ------- | -------------------- | ---------- | ---------------------- | ------------------ |
| 152Dy  | синт.   | 2,38 ч.              | ε          | 0,600                  | 152Tb              |
| 152Dy  | синт.   | 2,38 ч.              | α          | 3,727                  | 148Gd              |
| 153Dy  | синт.   | 6,4 ч.               | ε          | 2,171                  | 153Tb              |
| 154Dy  | синт.   | 3×106 г.             | α          | 2,947                  | 150Gd              |
| 155Dy  | синт.   | 9,9 ч.               | ε          | 2,095                  | 155Tb              |

## Употреба
Използва се при направата на пръти за ядрени реактори. Поради високата си магнитна възприемчивост се използва при приложения за съхранение на данни, както и като компонент при направата на Терфенол-D. Разтворимите соли на диспросия са леко токсични, докато неразтворимите му соли са нетоксични.